# Yvette Pierpaoli

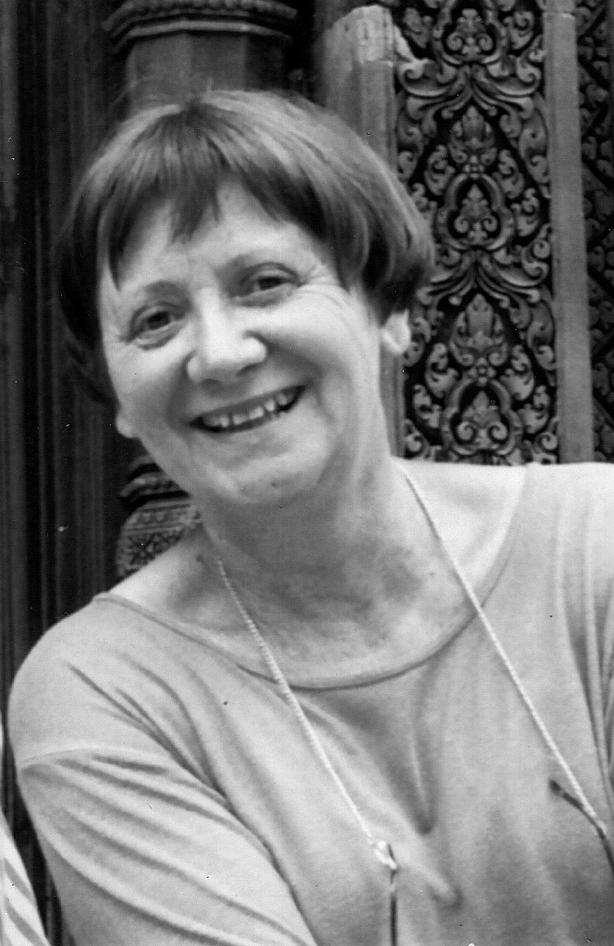
Yvette Pierpaoli in Kambodscha, 1997

Yvette Pierpaoli (* 18. März 1938 in Le Ban-Saint-Martin; † 18. April 1999 in Albanien) war eine französische Flüchtlingshelferin.
Yvette Pierpaoli kam als Kind eines italienischen Vaters und einer französischen Mutter zur Welt. Sie war einer der ersten weiblichen Funkamateure Frankreichs. Pierpaoli war in Asien, Afrika, Südamerika und Südosteuropa als Flüchtlingshelferin tätig. John le Carré widmete ihr seinen Roman Der ewige Gärtner. Sie verunglückte bei einem Autounfall in Albanien tödlich.